# إم. كينج هوبرت
ماريون كينج هوبرت (5 أكتوبر 1903 - 11 أكتوبر 1989)، هو جيوفيزيائي كان يعمل في مختبرات شركة «شيل». متخرج من جامعة شيكاغو.